# St. Louis (Míchigan)
Saint Louis es una ciudad ubicada en el condado de Gratiot en el estado estadounidense de Míchigan. En el Censo de 2010 tenía una población de 7482 habitantes y una densidad poblacional de 817,9 personas por km².

## Geografía
St. Louis se encuentra ubicada en las coordenadas 43°24′31″N 84°36′40″O / 43.40861, -84.61111. Según la Oficina del Censo de los Estados Unidos, St. Louis tiene una superficie total de 9.15 km², de la cual 8.66 km² corresponden a tierra firme y (5.35%) 0.49 km² es agua.

## Demografía
Según el censo de 2010, había 7482 personas residiendo en Saint Louis. La densidad de población era de 817,9 hab./km². De los 7482 habitantes, Saint Louis estaba compuesto por el 67.75% blancos, el 29.12% eran afroamericanos, el 0.6% eran amerindios, el 0.21% eran asiáticos, el 0% eran isleños del Pacífico, el 1.31% eran de otras razas y el 1% pertenecían a dos o más razas. Del total de la población el 5.67% eran hispanos o latinos de cualquier raza.